# Sabella ammonita
Sabella ammonita är en ringmaskart som beskrevs av Gmelin in Linnaeus 1788. Sabella ammonita ingår i släktet Sabella och familjen Sabellidae. Inga underarter finns listade i Catalogue of Life.